# WASP-189
WASP-189, HD 133112 — одиночная звезда в созвездии Весов на расстоянии приблизительно 326 световых лет (около 100 парсек) от Солнца. Видимая звёздная величина звезды — +6,6m. Возраст звезды оценивается как около 730 млн лет.
Вокруг звезды обращается, как минимум, одна планета.

## Характеристики
WASP-189 — белая звезда спектрального класса A2, или A4/5IV/V, или A6V, или A6IV-V. Масса — около 2,031 солнечной, радиус — около 2,365 солнечных, светимость — около 20,64 солнечных. Эффективная температура — около 9758 К.

## Планетная система
В 2018 году группой астрономов проекта SuperWASP у звезды обнаружена планета WASP-189 b. Это ультрагорячий юпитер, имеющий в атмосфере оксид титана(II).
В 2019 году учёными, анализирующими данные проектов HIPPARCOS и Gaia, у звезды обнаружена планета HIP 73608 c.